# 羅佩麗
羅佩麗（英語：Anne Law Pei-Lee，1966年—），香港民主派組織前朱凱廸新西團隊及教育人員專業操守議會政治人物，前屯門區議會建生區區議員。

## 簡介
羅佩麗大學畢業於台灣天主教輔仁大學應用美術系，取得學士學位。其後就讀中國北京師範大學漢語言文字學，取得碩士學位。
現時她是一名小學教師，任教中文。2017年5月1日，羅代表教協參選教育人員專業操守議會選舉，並成為第十二屆議會成員。2019年5月1日連任第十三屆議會成員至今。

## 從政
羅佩麗自2015年香港區議會選舉起開始助選工作，其後2016年香港立法會選舉亦為朱凱迪助選，投身地區街站工作。選舉後繼續以朱凱迪屯門團隊成員進行地區工作，例如「不是垃圾站」推行資源回收及健康諮詢站等。

### 2019年區議會選舉
自2018年起，羅佩麗考慮競逐屯門區議會建生選區議席。她在獨立媒體報導中提到，香港立法會宣誓風波使朱凱迪議員有機會禠奪議席，難以維持團隊地區工作，以及2019年6月爆發的反對逃犯條例修訂草案運動，成為她參選的理由。
2019年10月8日，羅正式向選舉事務處提交提名申請，參選2019年區議會選舉，競逐建生選區議席。她所報稱的政治聯繫是民主動力及朱凱廸新西團隊 。10月31日，羅獲屯門區民政事務專員、建生選區選舉主任馮雅慧確認提名有效，正式成為建生選區2號候選人。
2019年11月24日，羅佩麗以總票數4730票成功擊敗當區連任四屆議員陳文華（3096票），當選新一任屯門區議會建生選區議員。

### 歷屆選舉結果
| 政党   | 政党           | 候选人    | 票数  | %     | ±      |
| ------ | -------------- | --------- | ----- | ----- | ------ |
|        | 民建聯         | ①. 陳文華 | 3,096 | 39.56 | -26.13 |
|        | 朱凱迪新西團隊 | ②. 羅佩麗 | 4,730 | 60.44 | 不適用 |
| 多数票 | 多数票         | 多数票    | 1,634 | 20.88 | 不適用 |

### 區議員工作
2020年1月1日，羅正式上任成為屯門區議會建生區議員。
2020年1月4日，羅聯同屯門區議會民主派議員發出聯合聲明，決定杯葛政務司司長張建宗2020年1月10日舉行的新任區議員簡介會。聲明中表示該邀請純為政治門面工程，毫無誠意，並且不滿行政長官林鄭月娥在區議會選舉後隨即會見落選議員，以作安撫。

### 屯門不明氣體洩漏事件
2019年10月28日，屯門區內多個屋苑受到不明氣體洩漏影響，導致至少11名居民感到不適送院。事後有人懷疑警方大興行動基地洩漏不明氣體所致。雖然警方當日已否認曾於屯門使用催淚氣體及不明氣體，但仍然引起附近居民不滿，最終當晚造成衝突。衝突期間曾有防暴警察向私人屋苑發射催淚彈，以及在缺乏搜查令和無人報警下進入屋苑搜捕。其後10月30日晚上九時，羅佩麗在良德街擺設街站，收集市民簽名聯署，要求警方交代不明氣體洩漏事件。
2019年11月20日，寶怡花園業委會在210名居民聯署授權下，聯同建生區社區主任羅佩麗、立法會議員朱凱迪，前往灣仔警察總部，向警務處投訴警察課就2019年10月28日晚警方非法闖入私人地方進行搜捕一事投訴。
2019年11月25日，羅與27位民主派屯門區議會候任區議員促請行政長官林鄭月娥督促相關部門徹查事件，盡快交代屯門不明氣體洩漏因由。
2019年12月1日，屯門區議會多位候任區議員收到富泰邨、洪水橋、華都花園、屯門市中心等居民投訴，指出當日凌晨兩點至四點半期間吸入刺鼻氣味12月4日，羅聯同27位民主派屯門區議會候任區議員再次發出聲明，促請政府部門成立專責調查小組，調查兩次不明氣體事件。。

### 教師政治打壓
2020年1月3日晚上，教協在中環愛丁堡廣場以主題「無懼白色恐怖，堅守教師專業」舉行教育界集會。集會上羅佩麗以小學教師身份表示為政治打壓的對象之一，提及2019年9月底她所任教的學校收到家長匿名投訴，指控她曾在課堂上讚揚參與示威的學生，發表「將來會有新國歌」的言論及談及銅鑼灣書店股東及員工失蹤事件。隨後羅否認首兩項指控，只有曾在課堂上提到銅鑼灣書店事件，並指出內容提到本人為通識科老師是錯誤，實則是小學中文教師。其後教育局派出兩名職員到校，校長就事件了解後向局方解釋，惟局方翌日來電通知不接受解釋。2019年11月底，羅收到教育局來信，要求限時書面解釋有關指控。隨後羅回信教育局，局方表示會繼續調查事件。同時，羅就此要求局方提供投訴家長資料，惟局方以私隱理由拒絕。
對此，羅認為指控無中生有，批評教育局意圖打壓所有老師的言論自由及良知，猶如中國文化大革命的批鬥行為。